# Książenice (województwo śląskie)
Książenice (niem. Knizenitz) – wieś w Polsce położona w województwie śląskim, w powiecie rybnickim, w gminie Czerwionka-Leszczyny. Wieś leży historycznie na Górnym Śląsku.
Według danych ze stycznia 2011 r. liczyły one 2466 mieszkańców. Sołectwo Książenice obejmuje 1642 ha.
1973-1977 w gminie Ochojec.

## Nazwa
Pierwotna nazwa miejscowości pochodzi od słowa knez, co znaczy książę. notowana w staropolskich formach: 1223 Knegnice, 1228 Ksenyche, a później zgermanizowana na Knizenitz. Nazwa na przestrzeni wieków była różnie zapisywana w języku łacińskim, polskim, czeskim i niemieckim.
| Rok  | Nazwa miejscowości |
| ---- | ------------------ |
| 1223 | Knegnice           |
| 1228 | Ksenyche           |
| 1234 | Xeginice           |
| 1248 | Xeniz              |
| 1316 | Xenicz, Zegnytz    |

## Historia Książenic
Jednym z pierwszych śladów pobytu człowieka w Książenicach jest znalezisko amfory pochodzącej z kultury ceramiki sznurowej z 1. połowy III tysiąclecia przed Chrystusem. Zabytek ten znajduje się w Muzeum w Wodzisławiu Śląskim. 

### Lokacja i okres średniowiecza
Książenice po raz pierwszy wzmiankowane są w 1223 roku jako Knegnice w dokumencie biskupa wrocławskiego Wawrzyńca wystawionym na prośbę księcia Kazimierza I opolskiego w którym zostały przekazane dziesięciny z okolicznych wsi Kościołowi „na cześć boską i dla utrzymania zakonnic w kościele świętego Zbawiciela w Rybniku”.
Klasztor Premonstrantek (Norbertanek) w Rybniku założyła pod koniec XII wieku matka wymienionego księcia – księżna Ludmiła – żona Mieszka Plątonogiego. Klasztor w 1228 roku przeniesiony został do Czarnowąsów koło Opola. Wzmiankuje o tym łaciński dokument z 1228 roku wydany przez Kazimierza I opolskiego, gdzie wieś wymieniona jest w szeregu miejscowości założonych na prawie polskim iuris Polonici w zlatynizowanej, staropolskiej formie Ksenyche.
Miejscowość założona była pierwotnie na prawie polskim iure polonico i podlegała władzy książęcej, a mieszkańcy zobowiązani byli do świadczenia dla niej: stanu, stróży, powozu, przewodu, bobrownicy, psiarego i innych powinności służebnych wynikających z tego prawa takich jak: pomoc przy łowach, składanie danin (krów, świń, owiec, gęsi, kur, jaj, miodu, wosku i zboża).
Książenice w 1288 roku wzmiankowane były już jako miejscowość używająca prawa niemieckiego. Zaś w 1293 roku książę raciborski Przemysław pozwala sołtysowi Welancie na prośbę klasztoru w Czarnowąsach ponownie założyć wieś w całości na podstawie prawa niemieckiego, z okresem 16-letniej wolnizny. Na czele wsi stał Sołtys, czyli wójt (niem. Vogt).
Od czasów lokacji wieś należała do rybnickich dóbr zamkowych, później do Państwa Rybnickiego. Mieszkańcy Książenic od powstania miejscowości należeli do parafii w Rybniku.

### XVI-XVIII wiek
Od 1532 r. osada znajdowała się w granicach rybnickiego państwa stanowego, będąc kolejno pod zarządem m.in. Hohenzollernów, Lobkowiców, Węgierskich.
Wzmianki o powinnościach mieszkańców Książenic znajdujemy w rybnickich urbarzach z lat 1579, 1581, 1600 oraz 1601 roku. Państwo rybnickie liczyło wówczas 13 wsi. Bogactwem tego terenu były lasy dębowe – dąbrowy doskonałe do hodowli świń. Dąbrowa wokół Książenic została oszacowana na wypas 5-6 kop świń (300-360), co stanowiło największą ilość w całym państwie. W sąsiedniej Przegędzy można było hodować tylko ok. 60 świń.
W urbarzach znajdują się także wzmianki o bezprawnym używaniu ziemi w Książenicach przez mieszkańców Bełku, poddanych barona Welczka w Leszczynach oraz Charvata (w 1644 wymieniany jest jako właściciel Czerwionki) w Kamieniu. Te i inne nadużycia usunęła specjalna komisja w 1606 roku. Na terenie Książenic gospodarzyło wówczas 10 kmieci oraz 4 zagrodników. Chłopi zobowiązani byli uiszczać 29 złotych czynszu, 4 1/2 korca żyta, 4 1/2 korca owsa, 15 kur oraz 9 korców chmielu.
| Rok  | Liczba gospodarzy płacących czynsz |
| ---- | ---------------------------------- |
| 1581 | 14                                 |
| 1614 | 25                                 |
| 1619 | 26                                 |
| 1628 | 29                                 |
| 1791 | 33                                 |

W rybnickich zapisach sądowych zachowały się wzmianki o sprawach wobec mieszkańców miejscowości należących do Państwa Rybnickiego w tym mieszkańców Książenic. Tak np. w 1661 roku skazano Jurka – służącego w młynie w Ochojcu na karę grzywny za utrzymywanie niemoralnych stosunków z pewną dziewczyną z Książenic.
W Książenicach i Ochojcu istniały wówczas tartaki, które przerabiały drewno na potrzeby Rybnika i okolicznych miejscowości. W samym 1660 roku w Książenicach i Ochojcu wyprodukowano 900 kop desek.
Według spisu z 1791 roku w Książenicach mieszkał 1 wolny chłop, 10 chłopów pańszczyźnianych, 18 zagrodników pańszczyźnianych oraz 4 chałupników. Razem naliczono 33 gospodarzy.

### Wiek XIX
W 1858 roku na terenie Książenic wraz z kolonią Lasoki było 101 domów mieszkalnych oraz 50 zabudowań gospodarczych. Mieszkało na ich terenie 673 osób, z czego 671 były katolikami a 2 osoby ewangelikami.

### Wiek XX
W udziału w plebiscycie w Książenicach uprawnionych było 545 osób z czego 515 było urodzonymi w miejscowości mieszkańcami, 27 było urodzonymi we wsi mieszkańcami innych miejscowości, a 3 było nie urodzonymi we wsi mieszkańcami.
Głosy oddało 531 osób, z czego 460 (87%) za Polską, a 67 (13%) za Niemcami. Cztery głosy uznano też za nieważne.
W 1925 r. została w Książenicach erygowana parafia i nastąpiło odłączenie miejscowości od parafii pw. Matki Boskiej Bolesnej w Rybniku. W latach 30. w miejscowości działało Towarzystwo Czytelni Ludowych oraz Związek Powstańców Śląskich.

#### II wojna światowa
Przed wybuchem II wojny światowej Niemcy sporządzili listę gończą (Sonderfahndungsbuch Polen) zawierającą dane osób szczególnie poszukiwanych. Lista ta zawierała ok. 61 tysięcy nazwisk, wśród których było 171 osób poszukiwanych z powiatu rybnickiego. Z Książenic znaleźli się na niej: malarz o nazwisku Noskowicz poszukiwany przez Gestapo w Berlinie, Jan Rajski poszukiwany przez Gestapo z Rybnika oraz Alojzy Szewczyk – pracownik kolei.
IPN w Katowicach prowadzi śledztwa w sprawie zbrodni wojennych przeciwko ludzkości, m.in. w sprawie zabójstwa 27 kwietnia 1945 roku przez żołnierza radzieckiego Emilii Sz., gwałtów na miejscowej ludności w okresie od stycznia do maja 1945 roku w Książenicach, Kamieniu i okolicznych miejscowościach, co miało miejsce po wkroczeniu Armii Czerwonej na te tereny.
Wraz z zakończeniem II wojny światowej rozpoczęły się przymusowe wywózki mężczyzn do pracy w sowieckich kopalniach i łagrach. Ci, którzy przetrwali wracali nawet po 12 latach od zakończenie wojny.

## Liczba mieszkańców na przestrzeni wieków
| Rok      | Liczba mieszkańców |
| -------- | ------------------ |
| 1845     | 580                |
| 1855     | 617                |
| 1858     | 673                |
| 1861     | 728                |
| 1910     | 999                |
| 1936     | 1430               |
| 1998     | 2309               |
| 1999     | 2315               |
| 2000     | 2351               |
| III 2005 | 2427               |
| 2007     | 2408               |
| 2008     | 2420               |
| 2009     | 2425               |
| 2010     | 2466               |

## Znane osoby pochodzące i związane z Książenicami
- bp Gerard Bernacki – urodzony i mieszkający w młodości w Książenicach